# 陳智燊
陳智燊（英語：Jason Chan，1977年12月12日—），香港男演員及節目主持，曾為無綫電視經理人合約藝人。他於英國長大，能操流利英語，於TVB明珠台主持英語節目《港生活·港享受》出道。妻子是2007年國際中華小姐冠軍得主宋熙年。

## 簡介
陳智燊自小在英國長大，父母在英國開餐館，於四兄弟中排行第二，畢業於倫敦大學亞非學院，之後於亞非學院繼續深造，獲得經濟學深造文憑（深造文憑的課程等級與碩士無異，但證書持有者不等同獲得碩士學位）。大學畢業後曾到醫院擔任管理工作，但由於工作沉悶，於2003年返港希望加入娛樂圈。
回港初期，他曾在其姨開的補習班教了一年英文，2006年加入無綫電視第20期藝員訓練班，及後簽約無綫成為旗下經理人合約男藝人開展其演藝事業。因能操流利英語，便被推薦加入明珠台當節目主持，其後亦有於無綫娛樂新聞台擔任主持。
除了在明珠台做主持外，陳智燊亦有拍攝電視劇，但多數只做配角或閒角，更做過黃宗澤的替身，直至2011年的處境喜劇《誰家灶頭無煙火》首度擔任第二男主角，飾演鍾思翰一角才稍有知名度。於2012年首播的《衝呀！瘦薪兵團》飾演由好變壞的姚以朗，同年首度擔正第一男主角拍攝愛情劇《幸福摩天輪》。2018年6月底與無綫電視結束合約。其後與妻子一同經營YouTube頻道《sarah & jason》。近年參演中英劇團音樂劇《人生原是一首辛歌》，陳智燊飾演男主角，音樂家陳歌辛。

## 演出作品

### 電視劇（無綫電視）
| 首播   | 劇名               | 角色                       |
| 2006年 | 潮爆大狀           | 惡霸                       |
| 2006年 | 樓住有情人         | 林律師                     |
| 2006年 | 鳳凰四重奏         | 汪毓麟之友/婚姻註冊處職員  |
| 2007年 | 歲月風雲           | 姜海（Tony）               |
| 2008年 | 法證先鋒II         | 王永民（Man）              |
| 2008年 | Click入黃金屋      | 雷樹培（Patrick）          |
| 2009年 | 烈火雄心3          | Alan（第10集）             |
| 2009年 | 絕代商驕           | 石                         |
| 2009年 | 廉政行動2009       | Jason                      |
| 2009年 | 宮心計             | 多吉本瑪                   |
| 2010年 | 情人眼裏高一D      | 英俊色魔(第1集)            |
| 2010年 | 女王辦公室         | Tony                       |
| 2010年 | 飛女正傳           | 急症醫生（第1集）          |
| 2010年 | 談情說案           | 江耀祖（Joe）(第11—12集)   |
| 2010年 | 天天天晴           | 區展長（Lucas）            |
| 2010年 | 讀心神探           | 何永光（Anthony）（第1集） |
| 2010年 | 巾幗梟雄之義海豪情 | 亨利                       |
| 2010年 | 誘情轉駁           | 明                         |
| 2011年 | 你們我們他們       | Tom                        |
| 2011年 | 魚躍在花見         | 試食員                     |
| 2011年 | Only You 只有您    | 剛（Nick）                 |
| 2011年 | 誰家灶頭無煙火     | 鍾思翰（Sam）              |
| 2011年 | 花花世界花家姐     | 俊男（第17集）             |
| 2011年 | 天與地             | 急症室醫生                 |
| 2012年 | 衝呀！瘦薪兵團     | 姚以朗（Aaron）            |
| 2012年 | 我外母唔係人       | 仙人                       |
| 2012年 | 幸福摩天輪         | 施亦謙                     |
| 2013年 | 千謊百計           | 男子（第3集）              |
| 2013年 | 千謊百計           | 詩歌班（第6、8集）         |
| 2013年 | 千謊百計           | 老鳳凰夥計（第17集）       |
| 2013年 | 法外風雲           | 程家明（Ming）             |
| 2014年 | 廉政行動2014       | 王志聰（Raymond）          |
| 2014年 | 忠奸人             | 翁子聰（Alvis）            |
| 2014年 | 名門暗戰           | 蔣進（阿Lu、Louie）        |
| 2015年 | 水髮胭脂           | 馬一鳴（Angus）            |
| 2015年 | 潮拜武當           | 華以楷（Kelvin）           |
| 2016年 | 愛情食物鏈         | 劉柏業（Pete）             |
| 2016年 | 鐵馬戰車           | 趙守禮（Don）              |
| 2016年 | 超能老豆           | 常念書（Marius）           |
| 2017年 | 誇世代             | Jason                      |
| 2017年 | 溏心風暴3          | 楊文雋（Brian）            |
| 2018年 | 三個女人一個「因」 | 紀驍勇（Theo）             |
| 2020年 | 堅離地愛堅離地     | 許正偉                     |

### 主持節目（無綫電視）
- 明珠台《港生活·港享受》
- 無綫娛樂新聞台
- 瑞士名錶展
- 護齒新態度
- 最緊要健康
- 首都闖蕩
- 港鐵九龍南線——拉近東西貫全城
- 同遊密語
- 優質生活Mix & Match
- LED照明新角度
- 幸福人生由閃爍開始
- 歡樂滿東華（2010年）
- 香港演義 (第二輯)
- 浪遊愛爾蘭
- 東張西望 (Pearl Tonight)
- 駿馬喜躍花車匯演
- 塔斯曼尼亞的日與夜
- 社企打工王
- 觸得到的故宮
- TVB50周年華麗轉身邁步同行

### 綜藝節目（無綫電視）
- 2008年：亮相
- 2009年：智激校園
- 2010年：今日VIP
- 2010年：逐格鬥
- 2011年：兄弟幫
- 2011年：千奇百趣省港澳
- 2011年：知法守法
- 2011年：甜姐兒
- 2012年：千奇百趣高B班
- 2012年：芝人口面不知心
- 2013年：玩嘢王
- 2014年：星級健康（星級健康2）
- 2015年：學是學非（第二輯）
- 2015年：過節
- 2016年：Sunday好戲王
- 2016年：新春開運王
- 2016年：街坊廚神舌戰愛情食物鏈
- 2016年：社企打工王
- 2016年：星星探親團澳洲悉尼篇
- 2017年：千奇百趣特工隊

### 綜藝節目（Astro）
- 2013年：星級健康
- 2014年：星級健康2

### 綜藝節目（香港開電視）
- 2019年：不一樣的香港

### 電影
- 2008年: 我的最愛 飾 Alex
- 2011年: 人約離婚後 飾 威
- 2011年: 阿凱說:牛奶請你喝 飾 陳凱
- 2011年: 桃姐 飾 Jason
- 2013年: 2013我愛HK 恭喜發財 飾 劉傑華
- 2015年: Love Is Love: Sunshine - It's Me Again 飾 Evan Toh (新加坡 新傳媒電視電影)

### 音樂錄像
- 陳奕迅《最佳損友》TVB版[4]
- 鄭希怡《當玫瑰遇上真愛》TVB版[5]
- 廖雋嘉《大男生》 TVB版[6]
- 江若琳《變走他》TVB版
- 容祖兒《搜神記》 TVB版[7]
- 吳雨霏《愛德華時代》TVB版[8]
- 張敬軒《百年樹木》

### 廣告
- 富國盛世
- 獅王潔白物語倍護潔衣液
- 銀聯‧至港享受
- fitboxx.com
- Rado R5.5
- EPS easy cash
- Ricoh - The Definitive GR 相機平面廣告(2011年)

## 報章報導
- 2007年7月：明報周刊 - “Eye Catching”
- 2007年11月23日：太陽報
- 2008年6月：Cosmogirl! - “Your Ideal Mate?!”
- 2008年6月：MR, TVB週刊
- 2008年6月18日：FACE - “1/4個先鋒的心情”

## 外部連結
- SARAH & JASON的YouTube Channel （页面存档备份，存于）
- 陳智燊的Facebook專頁
- Jason Chan陳智燊的Facebook專頁
- JasonChan陳智燊的新浪微博
- 陳智燊的Instagram帳戶
- 陳智燊yahoo網誌
- 陳智燊Jason Chan - TVB藝人資料- tvb.com （页面存档备份，存于）
- 陳智燊在互联网电影资料库（IMDb）上的資料（英文）（英文）
- 陳智燊在香港影庫上的簡介
- 陳智燊在豆瓣上的资料（简体中文）
- 陳智燊在时光网上的簡介（简体中文）